# Dafydd Jones
Dafydd Aled Rees Jones (* 24. Juni 1979 in Aberystwyth) ist ein walisischer Rugby-Union-Spieler, der auf den Positionen Flügelstürmer und Nummer Acht eingesetzt wird. Er spielt für die Scarlets und ist Teil der walisischen Nationalmannschaft.
Jones stammt aus der Jugendakademie von Llanelli und kam 1999 zu seinem ersten Einsatz für die Herrenmannschaft des Llanelli RFC. Sein Nationalmannschaftsdebüt gab er im Jahr 2002 gegen Fidschi. Er wurde ebenfalls für die kommende Weltmeisterschaft nominiert, wo er in allen fünf Spielen der Waliser zum Einsatz kam und einen Versuch gegen Italien legte.
Beim Grand-Slam-Gewinn der Waliser im Jahr 2005 kam Jones jedoch nur zu einem einzigen Einsatz. Er musste sich 2006 einer Schulteroperation unterziehen, da er sich in den letzten zwei Spielzeiten immer wieder verletzt hatte. Er fiel auch für die Weltmeisterschaft 2007 aus. Unter dem neuen Nationaltrainer Warren Gatland kehrte Jones im Jahr 2008 zurück in die Nationalmannschaft und ist seitdem ein beständiger Teil des Kaders.